# The Right Song
The Right Song is een nummer uit 2016 van de Nederlandse dj's Tiësto en Oliver Heldens, ingezongen door de Nederlandse zangeres Natalie La Rose.
Het nummer werd een klein hitje in Nederland, het Verenigd Koninkrijk en Noorwegen. In de Nederlandse Top 40 haalde het de 35e positie.